# Guillestrois
Le Guillestrois est une région du département des Hautes-Alpes, en Provence-Alpes-Côte d'Azur.

## Géographie

### Localisation
Le Guillestrois s'articule autour de la commune de Guillestre, et de la vallée du Guil, peu avant son confluent avec la Durance. Située à la porte du Queyras, elle est le point d'accès unique de cette vallée, notamment pendant les mois d'hiver.
Guillestre est un carrefour et un point de départ pour le col d'Izoard, le col de Vars, et le col Agnel. Elle est aussi point de passage entre Embrun et Briançon.

### Hydrographie
Le Guil, affluent de la Durance de 51 km, est le cours d'eau principal du Guillestrois. De nombreux affluents de ce cours d'eau arrosent également la vallée.

## Population et société

### Démographie
Sur une zone de 29 812 hectares, le Guillestrois est composé de 8 communes :
| Nom                       | Code Insee | Intercommunalité                 | Superficie (km2) | Population (dernière pop. légale) | Densité (hab./km2) |
| ------------------------- | ---------- | -------------------------------- | ---------------- | --------------------------------- | ------------------ |
| Guillestre (siège)        | 05065      | CC du Guillestrois et du Queyras | 51,29            |                                   | 45                 |
| Eygliers                  | 05052      | CC du Guillestrois et du Queyras | 30,04            |                                   | 25                 |
| Mont-Dauphin              | 05082      | CC du Guillestrois et du Queyras | 0,58             |                                   | 260                |
| Réotier                   | 05116      | CC du Guillestrois et du Queyras | 22,33            |                                   | 8,9                |
| Risoul                    | 05119      | CC du Guillestrois et du Queyras | 30,34            |                                   | 22                 |
| Saint-Clément-sur-Durance | 05134      | CC du Guillestrois et du Queyras | 25,06            |                                   | 12                 |
| Saint-Crépin              | 05136      | CC du Guillestrois et du Queyras | 46,30            |                                   | 15                 |
| Vars                      | 05177      | CC du Guillestrois et du Queyras | 92,20            |                                   | 6,7                |

### Sports
Plusieurs sentiers, tant de randonnées pédestres, que de VTT, sont organisés dans le Guillestrois. La situation du Guillestrois permet également la pratique des sports d'eaux vives. Les sports d'hiver (ski de piste ou de fond), ne sont pas en reste, avec l'ouverture, dans les années 1970, du domaine skiable de Risoul.

## Économie

### Agriculture
La pomme de Risoul vient uniquement de la région de Risoul où elle est cultivée depuis plusieurs siècles. Réputée pour son excellente conservation allant de trois à neuf mois, et son excellente résistance aux maladies, elle a longtemps constitué un élément essentiel de l'alimentation des Risoulins.

### Tourisme
L'ouverture de la station de ski de Risoul, dans les années 1970 a stoppé l'exode rural devenu endémique. De nombreux Risoulins cumulent plusieurs occupations au cours de l'année, notamment des activités rurales en été et d'autres activités liées directement ou indirectement au ski en hiver. Son domaine skiable est agrandi par celui de Vars.
| Communes                  | Hôtels | Nombre de chambres | Campings | Nombres d'emplacements | Résidence hôtelières | Nombres d'emplacements |
| ------------------------- | ------ | ------------------ | -------- | ---------------------- | -------------------- | ---------------------- |
| Eygliers                  | 2      | 57                 | 1        | 220                    | 0                    | 0                      |
| Guillestre                | 3      | 79                 | 6        | 526                    | 3                    | 740                    |
| Mont-Dauphin              | 1      | 13                 | 0        | 0                      | 1                    | 144                    |
| Réotier                   | 0      | 0                  | 0        | 0                      | 0                    | 0                      |
| Risoul                    | 5      | 120                | 0        | 0                      | 11                   | 3 664                  |
| Saint-Clément-sur-Durance | 0      | 0                  | 1        | 100                    | 0                    | 0                      |
| Saint-Crépin              | 0      | 0                  | 2        | 182                    | 1                    | 80                     |
| Vars                      | 11     | 288                | 0        | 0                      | 11                   | 3 292                  |
| Total général             | 22     | 557                | 10       | 1 128                  | 27                   | 7 920                  |

## Culture locale et patrimoine

### Lieux et monuments
| Monument                                                   | Commune      | Adresse    | Coordonnées                      | Notice         | Protection | Date           | Illustration                                           |
| ---------------------------------------------------------- | ------------ | ---------- | -------------------------------- | -------------- | ---------- | -------------- | ------------------------------------------------------ |
| Église Saint-Antoine d'Eygliers                            | Eygliers     |            | 44° 40′ 35″ nord, 6° 38′ 04″ est | « PA00080565 » | Inscrit    | 1984           | Église Saint-Antoine d'Eygliers                        |
| Chapelle Notre-Dame-des-Neiges-et-Saint-Ours de Guillestre | Guillestre   |            | à géolocaliser                   | « PA00080575 » | Inscrit    | 1986           | Image manquante Téléverser                             |
| Église Notre-Dame de l'Aquilon                             | Guillestre   |            | 44° 39′ 34″ nord, 6° 38′ 59″ est | « PA00080576 » | Classé     | 1911           | Église Notre-Dame de l'Aquilon                         |
| Tour d'Eygliers                                            | Guillestre   |            | 44° 39′ 38″ nord, 6° 38′ 57″ est | « PA00080577 » | Inscrit    | 1978           | Tour d'Eygliers                                        |
| Église Saint-Louis de Mont-Dauphin                         | Mont-Dauphin |            | 44° 40′ 08″ nord, 6° 37′ 20″ est | « PA00080587 » | Classé     | 1920 1935 1943 | Église Saint-Louis de Mont-Dauphin                     |
| Fort du Mont-Dauphin                                       | Mont-Dauphin |            | 44° 40′ 11″ nord, 6° 37′ 27″ est | « PA00080589 » | Classé     | 1966           | Fort du Mont-Dauphin                                   |
| Mesure banale de grains en pierre                          | Mont-Dauphin |            | à géolocaliser                   | « PA00080588 » | Inscrit    | 1944           | Image manquante Téléverser                             |
| Chapelle Notre-Dame-des-Neiges de Réotier                  | Réotier      | Les Casses | 44° 39′ 48″ nord, 6° 34′ 46″ est | « PA00135606 » | Inscrit    | 1995           | Image manquante Téléverser                             |
| Église de Risoul                                           | Risoul       |            | 44° 38′ 57″ nord, 6° 38′ 23″ est | « PA00080601 » | Inscrit    | 1948           | Église de Risoul                                       |
| Église Saint-Crépin-et-Saint-Crépinien de Saint-Crépin     | Saint-Crépin |            | 44° 42′ 22″ nord, 6° 36′ 27″ est | « PA00080609 » | Classé     | 1931           | Église Saint-Crépin-et-Saint-Crépinien de Saint-Crépin |

### Équipements culturels
Le Guillestrois dispose d'une école de musique.

### Patrimoine culturel
Les fortifications Vauban du mont Dauphin sont protégées au titre du Patrimoine mondial de l'UNESCO.

### Patrimoine naturel
Le Guillestrois fait partie de la zone Site Natura 2000 Steppique durancien et queyrassin.

### Personnalités liées au Guillestrois
- Louis Court, peintre de l'Accademia di San Luca de Rome (1670 Guillestre - 1733 Avignon)
- Joseph Jean-Baptiste Albert, général d'Empire (1771-1822) originaire de Guillestre
- Augustin Guillaume, général d'armée (30 juillet 1895-9 mars 1983) originaire de Guillestre